# Mateo I de Lorena
Mateo I (1119 – 13 de mayo de 1176) fue duque de Lorena desde 1138 hasta 1176.  Fue el hijo mayor y sucesor de Simón I y Adelaida de Louvain.
Al igual que sus antepasados, que se remontan a Teodorico I y hasta Adalberto, era partidario del rey de Alemania y emperador del Sacro Imperio Romano Germánico.

## Matrimonio e hijos
Se casó con Judith (a veces llamada Bertha), hija de Federico II de Suabia, y, por tanto, sobrina del rey de la Dinastía Hohenstaufen Conrado III y de la hermana de la Federico Barbarroja, futuro emperador. Por su matrimonio, tuvo siete hijos:
- Simón II (fallecido en 1205), su sucesor en Lorena.
- Federico I  (muerto en 1206), conde de Autigny y su sucesor.
- Judith (muerta en 1173), casada con Estaban II, conde de Auxonne (1170) de la Dinastía de los condes de Borgoña.
- Alicia o Adela/Alix (muerta en 1200), casada con el duque Hugo III de Borgoña.
- Thierry (muerto en 1181), obispo de Metz (1174–1179)
- Mateo (muerto 1208), conde de Toul.
- Una hija de nombre desconocido que murió joven antes de 1177.

Acompañó a Barbarroja en varias ocasiones importantes, incluyendo su coronación imperial por el papa Adriano IV en Roma en 1155. Ayudó al emperador en sus guerras contra Adriano y su sucesor Alejandro III y contra los reyes de Francia y Sicilia. Extendió su propia herencia ducal a costa de la obispo de Toul, pero era un donante importante para la Iglesia y fundador de abadías. Murió en 1176 y fue enterrado en su abadía de Clairlieu de Villers-lès -Nancy.